# Tornei di tennis maschili nel 1908
Prima della nascita della cosiddetta "Era Open" del tennis, ossia l'apertura ai tennisti professionisti degli eventi più importanti, tutti i tornei erano riservati ad atleti dilettanti. Nel 1908 tutti i tornei erano amatoriali, tra questi c'erano i tornei del Grande Slam:gli Australian Championships, il Campionato francese di tennis, il Torneo di Wimbledon, e gli U.S. National Championships.

## Calendario

### Gennaio
Nessun evento

### Febbraio
| Settimana   | Torneo                                                                | Vincitore                           | Finalista         | Semifinalisti | Eliminati ai quarti |
| ----------- | --------------------------------------------------------------------- | ----------------------------------- | ----------------- | ------------- | ------------------- |
| febbraio    | US Indoors 1908 New York, USA Singolare - Doppio                      | Wylie Grant 6-2 6-8 6-3 6-4         | Gustav Touchard   |               |                     |
| febbraio    | US Indoors 1908 New York, USA Singolare - Doppio                      |                                     |                   |               |                     |
| 24 febbraio | Italian Riviera Championships 1908 Sanremo, Italia Singolare - Doppio | Anthony Wilding 6-0 6-0 6-1         | S. Turton         |               |                     |
| 24 febbraio | Italian Riviera Championships 1908 Sanremo, Italia Singolare - Doppio |                                     |                   |               |                     |
| 29 febbraio | Monte Carlo Cup 1908 Monte Carlo, Monte Carlo Singolare - Doppio      | Anthony Wilding 6-3 2-6 6-3 4-6 6-0 | Wilberforce Eaves |               |                     |
| 29 febbraio | Monte Carlo Cup 1908 Monte Carlo, Monte Carlo Singolare - Doppio      |                                     |                   |               |                     |

### Marzo
| Settimana | Torneo                                                                     | Vincitore                                  | Finalista           | Semifinalisti | Eliminati ai quarti |
| --------- | -------------------------------------------------------------------------- | ------------------------------------------ | ------------------- | ------------- | ------------------- |
| 7 marzo   | Riviera Championships 1908 Mentone, Francia Singolare - Doppio             | Josiah Ritchie 1-6 6-2 7-5 2-6 8-6         | Anthony Wilding     |               |                     |
| 7 marzo   | Riviera Championships 1908 Mentone, Francia Singolare - Doppio             |                                            |                     |               |                     |
| 16 marzo  | South of France Championships 1908 Nizza, Francia Singolare - Doppio       | Anthony Wilding 6-0 6-1 6-2                | Josiah Ritchie      |               |                     |
| 16 marzo  | South of France Championships 1908 Nizza, Francia Singolare - Doppio       | Anthony Wilding Josiah Ritchie             |                     |               |                     |
| 25 marzo  | Cannes Championships 1908 Cannes, Francia Singolare - Doppio               | Anthony Wilding 6-3 6-4 6-0                | Josiah Ritchie      |               |                     |
| 25 marzo  | Cannes Championships 1908 Cannes, Francia Singolare - Doppio               |                                            |                     |               |                     |
| 27 marzo  | South Australian Championships 1908 Adelaide, Australia Singolare - Doppio | Harry Alabaster Parker 3-6, 10-8, 6-2, 6-0 | Robert George Bowen |               |                     |
| 27 marzo  | South Australian Championships 1908 Adelaide, Australia Singolare - Doppio |                                            |                     |               |                     |

### Aprile
| Settimana | Torneo                                                                           | Vincitore                          | Finalista                      | Semifinalisti     | Eliminati ai quarti                                |
| --------- | -------------------------------------------------------------------------------- | ---------------------------------- | ------------------------------ | ----------------- | -------------------------------------------------- |
| aprile    | Metropole Club Championships 1908 Cannes, Francia Terra rossa Singolare - Doppio | Anthony Wilding 6-1 6-3 6-1        | H. Bertoult                    |                   |                                                    |
| aprile    | Metropole Club Championships 1908 Cannes, Francia Terra rossa Singolare - Doppio |                                    |                                |                   |                                                    |
| 1º aprile | Geelong Easter Tournament 1908 Geelong, Australia Singolare - Doppio             | Alfred Dunlop                      | non conosciuta (bandiera)      |                   |                                                    |
| 1º aprile | Geelong Easter Tournament 1908 Geelong, Australia Singolare - Doppio             |                                    |                                |                   |                                                    |
| 1º aprile | Spanish Championships 1908 Barcellona, Spagna Singolare - Doppio                 | José J. Capará 4-6 8-6 2-6 7-5 7-5 | Ernest F.C. Witty              | E. Leser G. Noble | E. Lejeune Arturo Leask E. Bartroli H. Falkenstein |
| 1º aprile | Spanish Championships 1908 Barcellona, Spagna Singolare - Doppio                 |                                    |                                |                   |                                                    |
| 11 aprile | Transvaal Championships 1908 Johannesburg, Sudafrica Singolare - Doppio          | Harold Kitson 6-4 6-3 6-3          | Walter C.H. Tripp              |                   |                                                    |
| 11 aprile | Transvaal Championships 1908 Johannesburg, Sudafrica Singolare - Doppio          |                                    |                                |                   |                                                    |
| 15 aprile | Lyon Covered Court Championships 1908 Lione, Francia Singolare - Doppio          | Anthony Wilding 6-2 6-1 6-0        | Maurice Germot                 |                   |                                                    |
| 15 aprile | Lyon Covered Court Championships 1908 Lione, Francia Singolare - Doppio          |                                    |                                |                   |                                                    |
| 21 aprile | French Covered Court Championships 1908 Parigi, Francia Singolare - Doppio       | Josiah Ritchie 8-6 6-4 3-6 6-4     | Max Décugis                    |                   |                                                    |
| 21 aprile | French Covered Court Championships 1908 Parigi, Francia Singolare - Doppio       |                                    |                                |                   |                                                    |
| 24 aprile | Swedish Covered Court Championships 1908 Stoccolma, Svezia Singolare - Doppio    | Kenneth Powell 6-4 6-4 6-3         | Carl Gunnar Emanuel Setterwall |                   |                                                    |
| 24 aprile | Swedish Covered Court Championships 1908 Stoccolma, Svezia Singolare - Doppio    |                                    |                                |                   |                                                    |
| 25 aprile | South African Championships 1908 Città del Capo, Sudafrica Singolare - Doppio    | Harold Kitson 6-2 5-7 6-2 7-9 6-2  | Victor Gauntlett               |                   |                                                    |
| 25 aprile | South African Championships 1908 Città del Capo, Sudafrica Singolare - Doppio    |                                    |                                |                   |                                                    |

### Maggio
| Settimana | Torneo                                                                               | Vincitore                               | Finalista                                 | Semifinalisti                       | Eliminati ai quarti                                        |
| --------- | ------------------------------------------------------------------------------------ | --------------------------------------- | ----------------------------------------- | ----------------------------------- | ---------------------------------------------------------- |
| 4 maggio  | British Covered Court Championships 1908 Londra, Gran Bretagna Singolare - Doppio    | Arthur Gore 4-6 8-6 6-0 8-6             | Anthony Wilding                           |                                     |                                                            |
| 4 maggio  | British Covered Court Championships 1908 Londra, Gran Bretagna Singolare - Doppio    |                                         |                                           |                                     |                                                            |
| 11 maggio | Tennis indoor ai Giochi della IV Olimpiade Londra, Gran Bretagna Singolare - Doppio  | Arthur Gore 6-3 7-5 6-4                 | George Caridia                            |                                     |                                                            |
| 11 maggio | Tennis indoor ai Giochi della IV Olimpiade Londra, Gran Bretagna Singolare - Doppio  |                                         |                                           |                                     |                                                            |
| 11 maggio | Tennis outdoor ai Giochi della IV Olimpiade Londra, Gran Bretagna Singolare - Doppio | Josiah Ritchie 7-5 6-3 6-4              | Otto Froitzheim                           |                                     |                                                            |
| 11 maggio | Tennis outdoor ai Giochi della IV Olimpiade Londra, Gran Bretagna Singolare - Doppio |                                         |                                           |                                     |                                                            |
| 17 maggio | New South Wales Championships 1908 Sydney, Australia Singolare - Doppio              | Rodney Heath 6-3, 6-4, 7-9, 6-4         | Horace Baldwin Rice Stanley Norwood Doust | Eric Pockley Harry Alabaster Parker | Rivers Percy Brereton Colquhoun Kiddie Kidston M. McKenzie |
| 17 maggio | New South Wales Championships 1908 Sydney, Australia Singolare - Doppio              |                                         |                                           | Eric Pockley Harry Alabaster Parker | Rivers Percy Brereton Colquhoun Kiddie Kidston M. McKenzie |
| 21 maggio | Wiesbaden Cup 1908 Wiesbaden, Germania Singolare - Doppio                            | Anthony Wilding 6-1 6-1 6-2             | Rolf Kinzel                               |                                     |                                                            |
| 21 maggio | Wiesbaden Cup 1908 Wiesbaden, Germania Singolare - Doppio                            |                                         |                                           |                                     |                                                            |
| 23 maggio | Surrey Championships 1908 Surbiton, Gran Bretagna Singolare - Doppio                 | Josiah Ritchie 6-3 6-4 6-2              | Arthur Gore                               |                                     |                                                            |
| 23 maggio | Surrey Championships 1908 Surbiton, Gran Bretagna Singolare - Doppio                 |                                         |                                           |                                     |                                                            |
| 29 maggio | Torneo di Lilla 1908 Lilla, Francia Singolare - Doppio                               | Anthony Wilding 6-0 6-3 6-2             | Clarence P. Dodge                         |                                     |                                                            |
| 29 maggio | Torneo di Lilla 1908 Lilla, Francia Singolare - Doppio                               |                                         |                                           |                                     |                                                            |
| 30 maggio | Middlesex Championships 1908 Chiswick Park, Gran Bretagna Singolare - Doppio         | Josiah Ritchie 6-4 6-4 6-1              | Sydney H. Adams                           |                                     |                                                            |
| 30 maggio | Middlesex Championships 1908 Chiswick Park, Gran Bretagna Singolare - Doppio         |                                         |                                           |                                     |                                                            |
| 30 maggio | Leicestershire Championships 1908 Leicester, Gran Bretagna Singolare - Doppio        | Wylie Cameron Grant 6-1 3-6 6-4 3-6 6-2 | Edward Roy Allen                          |                                     |                                                            |
| 30 maggio | Leicestershire Championships 1908 Leicester, Gran Bretagna Singolare - Doppio        |                                         |                                           |                                     |                                                            |

### Giugno
| Settimana | Torneo                                                                        | Vincitore                                                | Finalista                         | Semifinalisti | Eliminati ai quarti |
| --------- | ----------------------------------------------------------------------------- | -------------------------------------------------------- | --------------------------------- | ------------- | ------------------- |
| 6 giugno  | Northern Championships 1908 Liverpool, Gran Bretagna Singolare - Doppio       | Arthur Gore 6-3 4-6 6-1 6-8 6-4                          | James Cecil Parke                 |               |                     |
| 6 giugno  | Northern Championships 1908 Liverpool, Gran Bretagna Singolare - Doppio       |                                                          |                                   |               |                     |
| 6 giugno  | East Surrey Championships 1908 East Croydon, Gran Bretagna Singolare - Doppio | Josiah Ritchie 6-2 6-4 6-2                               | Charles Dixon                     |               |                     |
| 6 giugno  | East Surrey Championships 1908 East Croydon, Gran Bretagna Singolare - Doppio |                                                          |                                   |               |                     |
| 10 giugno | New England Championships 1908 Hartford, USA Singolare - Doppio               | Theodore Roosevelt Pell 10-8 6-3 2-6 8-6                 | H.L. Westfall                     |               |                     |
| 10 giugno | New England Championships 1908 Hartford, USA Singolare - Doppio               | Theodore Roosevelt Pell Gross 9-7 6-2 6-1                | Inman Howard                      |               |                     |
| 11 giugno | Campionato francese di tennis 1908 Parigi, Francia Singolare - Doppio         | Max Décugis 6–2, 6–1, 3–6, 10–8                          | Maurice Germot                    |               |                     |
| 11 giugno | Campionato francese di tennis 1908 Parigi, Francia Singolare - Doppio         | Max Décugis Maurice Germot                               |                                   |               |                     |
| 13 giugno | Kent Championships 1908 Beckenham, Gran Bretagna Singolare - Doppio           | Herbert Roper Barrett 6-0 9-7 6-2                        | Charles Dixon                     |               |                     |
| 13 giugno | Kent Championships 1908 Beckenham, Gran Bretagna Singolare - Doppio           |                                                          |                                   |               |                     |
| 16 giugno | Metropolitan Championships 1908 New York, USA Terra rossa Singolare - Doppio  | Ross Buchard 6-4 9-7 5-7 6-1                             | Gustave Touchard                  |               |                     |
| 16 giugno | Metropolitan Championships 1908 New York, USA Terra rossa Singolare - Doppio  | Hackett Fred Alexander 6-2 6-2 6-2                       | Irving Wright Torrence            |               |                     |
| 20 giugno | Queen's Club Championships 1908 Londra, Gran Bretagna Singolare - Doppio      | Kenneth Powell 6-4 3-3 ritiro                            | Josiah Ritchie                    |               |                     |
| 20 giugno | Queen's Club Championships 1908 Londra, Gran Bretagna Singolare - Doppio      |                                                          |                                   |               |                     |
| 20 giugno | Europe Championships 1908 Londra, Gran Bretagna Singolare - Doppio            | Josiah Ritchie 6-3 10-8 6-8 23 ritiro                    | Walter Cecil Crawley              |               |                     |
| 20 giugno | Europe Championships 1908 Londra, Gran Bretagna Singolare - Doppio            |                                                          |                                   |               |                     |
| 21 giugno | Torneo di Lowestoft 1908 Lowestoft, Gran Bretagna Singolare - Doppio          | Edward Roy Allen walkover                                | Charles Gladstone Allen           |               |                     |
| 21 giugno | Torneo di Lowestoft 1908 Lowestoft, Gran Bretagna Singolare - Doppio          |                                                          |                                   |               |                     |
| 23 giugno | Torneo di Watford 1908 Watford, Gran Bretagna Singolare - Doppio              | Alfred Beamish 5-7 6-1 6-2                               | F.L. Shelton                      |               |                     |
| 23 giugno | Torneo di Watford 1908 Watford, Gran Bretagna Singolare - Doppio              |                                                          |                                   |               |                     |
| 28 giugno | Durham Championships 1908 Sunderland, Gran Bretagna Singolare - Doppio        | Edward Roy Allen 6-2 6-1 4-6 6-4                         | R. Douglas Watson                 |               |                     |
| 28 giugno | Durham Championships 1908 Sunderland, Gran Bretagna Singolare - Doppio        |                                                          |                                   |               |                     |
| 30 giugno | Torneo di Wimbledon 1908 Londra, Gran Bretagna Singolare - Doppio             | Arthur Gore 6-3 6-2 4-6 3-6 6-4                          | Herbert Roper Barrett             |               |                     |
| 30 giugno | Torneo di Wimbledon 1908 Londra, Gran Bretagna Singolare - Doppio             | Anthony Wilding Josiah George Ritchie 6-1, 6-2, 1-6, 9-7 | Arthur Gore Herbert Roper Barrett |               |                     |

### Luglio
| Settimana | Torneo                                                                                           | Vincitore                                         | Finalista                     | Semifinalisti | Eliminati ai quarti |
| --------- | ------------------------------------------------------------------------------------------------ | ------------------------------------------------- | ----------------------------- | ------------- | ------------------- |
| luglio    | West Sussex Championships 1908 East Grinstead, Gran Bretagna Singolare - Doppio                  | Edward Roy Allen 6-2 6-2                          | Peter Hicks                   |               |                     |
| luglio    | West Sussex Championships 1908 East Grinstead, Gran Bretagna Singolare - Doppio                  |                                                   |                               |               |                     |
| luglio    | Mid-Kent Championships 1908 Maidstone, Gran Bretagna Erba Singolare - Doppio                     | Otto Froitzheim                                   | non conosciuta (bandiera)     |               |                     |
| luglio    | Mid-Kent Championships 1908 Maidstone, Gran Bretagna Erba Singolare - Doppio                     |                                                   |                               |               |                     |
| luglio    | California State Championships 1908 Sacramento, USA Singolare - Doppio                           | Maurice McLoughlin 6-2 12-10 6-2                  | Melville Hammond Long         |               |                     |
| luglio    | California State Championships 1908 Sacramento, USA Singolare - Doppio                           | Janes Maurice McLoughlin 6-1 9-7 10-8             | Melville Hammond Long Gardner |               |                     |
| luglio    | Middle States Championships 1908 South Orange, USA Erba Singolare - Doppio                       | Edwin P. Larned 6-1 6-2 6-3                       | Nathaniel Niles               |               |                     |
| luglio    | Middle States Championships 1908 South Orange, USA Erba Singolare - Doppio                       | William Larned George Lawson Wrenn 7-5 7-5 8-6    | H.H. Hackett Raymond Little   |               |                     |
| luglio    | Tournoi de Primrose 1908 Bordeaux, Francia Terra rossa Singolare - Doppio                        | Anthony Wilding 6-2 6-0 6-1                       | Daniel Édouard Lawton         |               |                     |
| luglio    | Tournoi de Primrose 1908 Bordeaux, Francia Terra rossa Singolare - Doppio                        |                                                   |                               |               |                     |
| 4 luglio  | Torneo di Sheffield & Hallamshire 1908 Sheffield & Hallamshire, Gran Bretagna Singolare - Doppio | Anthony Wilding 6-0 6-4                           | Edward Roy Allen              |               |                     |
| 4 luglio  | Torneo di Sheffield & Hallamshire 1908 Sheffield & Hallamshire, Gran Bretagna Singolare - Doppio |                                                   |                               |               |                     |
| 9 luglio  | Torneo di Epsom 1908 Epsom, Gran Bretagna Singolare - Doppio                                     | Walter Cecil Crawley 6-1 6-2                      | Charles Arthur Orpen Tuckey   |               |                     |
| 9 luglio  | Torneo di Epsom 1908 Epsom, Gran Bretagna Singolare - Doppio                                     |                                                   |                               |               |                     |
| 11 luglio | Southern Championships 1908 Atlanta, USA Terra rossa Singolare - Doppio                          | Nat Thornton 6-1 6-2 3-6 7-5                      | Hugh Whitehead                |               |                     |
| 11 luglio | Southern Championships 1908 Atlanta, USA Terra rossa Singolare - Doppio                          | Hugh Whitehead Winston 6-2 6-3 4-6 6-4            | Grant Nat Thornton            |               |                     |
| 11 luglio | Welsh Championships 1908 Newport, Gran Bretagna Singolare - Doppio                               | John Mycroft Boucher 4-6 3-6 6-2 6-2 6-4          | Anthony Wilding               |               |                     |
| 11 luglio | Welsh Championships 1908 Newport, Gran Bretagna Singolare - Doppio                               |                                                   |                               |               |                     |
| 12 luglio | North London Championships 1908 Londra, Gran Bretagna Singolare - Doppio                         | Theodore Michel Mavrogordato 10-8 6-2 3-6 0-6 8-6 | Charles S. Gordon-Smith       |               |                     |
| 12 luglio | North London Championships 1908 Londra, Gran Bretagna Singolare - Doppio                         |                                                   |                               |               |                     |
| 15 luglio | Shropshire Championships 1908 Shrewsbury, Gran Bretagna Singolare - Doppio                       | Edward Roy Allen 6-3 6-3 6-3                      | Wylie Cameron Grant           |               |                     |
| 15 luglio | Shropshire Championships 1908 Shrewsbury, Gran Bretagna Singolare - Doppio                       |                                                   |                               |               |                     |
| 18 luglio | Warwickshire Championships 1908 Leamington, Gran Bretagna Singolare - Doppio                     | Theodore Michel Mavrogordato 3-6 12-10 6-2        | Edward Roy Allen              |               |                     |
| 18 luglio | Warwickshire Championships 1908 Leamington, Gran Bretagna Singolare - Doppio                     |                                                   |                               |               |                     |
| 19 luglio | Berkshire Championships 1908 Reading, Gran Bretagna Singolare - Doppio                           | Josiah Ritchie 2-6 6-0 6-1 6-2                    | Douglas W. Kitching           |               |                     |
| 19 luglio | Berkshire Championships 1908 Reading, Gran Bretagna Singolare - Doppio                           |                                                   |                               |               |                     |
| 24 luglio | Nottinghamshire Championships 1908 Nottingham, Gran Bretagna Singolare - Doppio                  | Wilberforce Eaves 2-6 6-2 6-4 7-5                 | Charles Percy Dixon           |               |                     |
| 24 luglio | Nottinghamshire Championships 1908 Nottingham, Gran Bretagna Singolare - Doppio                  |                                                   |                               |               |                     |
| 25 luglio | Midland Counties Championships 1908 Edgbaston, Gran Bretagna Singolare - Doppio                  | John Mycroft Boucher 6-2 6-3 6-2                  | James Cecil Parke             |               |                     |
| 25 luglio | Midland Counties Championships 1908 Edgbaston, Gran Bretagna Singolare - Doppio                  |                                                   |                               |               |                     |
| 26 luglio | Torneo di Redhill 1908 Redhill, Gran Bretagna Singolare - Doppio                                 | Sydney H. Adams 6-3 4-6 6-4 6-3                   | George Alan Thomas            |               |                     |
| 26 luglio | Torneo di Redhill 1908 Redhill, Gran Bretagna Singolare - Doppio                                 |                                                   |                               |               |                     |

### Agosto
| Settimana | Torneo                                                                             | Vincitore                                                | Finalista                          | Semifinalisti | Eliminati ai quarti |
| --------- | ---------------------------------------------------------------------------------- | -------------------------------------------------------- | ---------------------------------- | ------------- | ------------------- |
| agosto    | Isle of Wight Sandown Championships 1908 Sandown, Gran Bretagna Singolare - Doppio | Charles Henry Ridding                                    | non conosciuta (bandiera)          |               |                     |
| agosto    | Isle of Wight Sandown Championships 1908 Sandown, Gran Bretagna Singolare - Doppio |                                                          |                                    |               |                     |
| agosto    | Worcestershire Championships 1908 Malvern, Gran Bretagna Erba Singolare - Doppio   | Edward Roy Allen                                         | non conosciuta (bandiera)          |               |                     |
| agosto    | Worcestershire Championships 1908 Malvern, Gran Bretagna Erba Singolare - Doppio   |                                                          |                                    |               |                     |
| agosto    | Lincolnshire Championships 1908 Spilsby, Gran Bretagna Singolare - Doppio          | Charles Dixon                                            | non conosciuta (bandiera)          |               |                     |
| agosto    | Lincolnshire Championships 1908 Spilsby, Gran Bretagna Singolare - Doppio          |                                                          |                                    |               |                     |
| agosto    | Tri-State Championships 1908 Cincinnati, USA Singolare - Doppio                    | Robert LeRoy 6-0 7-5 6-4                                 | Nat Emerson                        |               |                     |
| agosto    | Tri-State Championships 1908 Cincinnati, USA Singolare - Doppio                    | Nat Emerson William Hunt 6-3, 6-2, 1-6, 6-3              | Nelson Peebles William Hopple      |               |                     |
| 1º agosto | Canadian Championships 1908 Montréal, Canada Erba Singolare - Doppio               | Thomas Y. Sherwell 6-4, 6-1, 6-2                         | James F. Foulkes                   |               |                     |
| 1º agosto | Canadian Championships 1908 Montréal, Canada Erba Singolare - Doppio               | A. C. Dunlop Hedley M. Suckling 6-3, 12-10, 6-3          | Arthur J. Verysey W. J. B. Drew    |               |                     |
| 1º agosto | Southern California Championships 1908 Long Beach, USA Cemento Singolare - Doppio  | Thomas Bundy 6-1 6-2 5-7 6-1                             | A.E. Bell                          |               |                     |
| 1º agosto | Southern California Championships 1908 Long Beach, USA Cemento Singolare - Doppio  | A.E. Bell Way 10-8 4-6 6-4 2-6 6-4                       | Sinsabaugh Brown                   |               |                     |
| 1º agosto | Northumberland Championships 1908 Newcastle, Gran Bretagna Singolare - Doppio      | John Mycroft Boucher 6-2 6-2 6-1                         | George Hillyard                    |               |                     |
| 1º agosto | Northumberland Championships 1908 Newcastle, Gran Bretagna Singolare - Doppio      |                                                          |                                    |               |                     |
| 2 agosto  | Torneo di Tunbridge Wells 1908 Tunbridge Wells, Gran Bretagna Singolare - Doppio   | George Alan Thomas 6-3 2-6 6-0                           | Roy Harrison                       |               |                     |
| 2 agosto  | Torneo di Tunbridge Wells 1908 Tunbridge Wells, Gran Bretagna Singolare - Doppio   |                                                          |                                    |               |                     |
| 2 agosto  | Torneo di Shanklin 1908 Shanklin, Gran Bretagna Singolare - Doppio                 | Kenneth Powell 15-13 7-9 5-7 6-2 6-4                     | Charles Henry Ridding              |               |                     |
| 2 agosto  | Torneo di Shanklin 1908 Shanklin, Gran Bretagna Singolare - Doppio                 |                                                          |                                    |               |                     |
| 3 agosto  | Western Championships 1908 Chicago, USA Singolare - Doppio                         | Nat Emerson 8-10 6-0 3-6 6-1 7-5                         | L. Harry Waidner                   |               |                     |
| 3 agosto  | Western Championships 1908 Chicago, USA Singolare - Doppio                         | Nat Emerson L. Harry Waidner walkover                    | Hayes Peters                       |               |                     |
| 3 agosto  | Irish Championships 1908 Dublino, Irlanda Singolare - Doppio                       | James Cecil Parke 4-6 6-1 4-6 6-3 6-0                    | Wylie Grant                        |               |                     |
| 3 agosto  | Irish Championships 1908 Dublino, Irlanda Singolare - Doppio                       |                                                          |                                    |               |                     |
| 3 agosto  | Torneo di Dieppe 1908 Dieppe, Francia Singolare - Doppio                           | Anthony Wilding 6-3 6-1 6-3                              | Charles Percy Dixon                |               |                     |
| 3 agosto  | Torneo di Dieppe 1908 Dieppe, Francia Singolare - Doppio                           |                                                          |                                    |               |                     |
| 4 agosto  | Northwestern Championships 1908 Deephaven, USA Singolare - Doppio                  | Nat Emerson 6-0 1-6 4-6 6-1 6-4                          | L. Harry Waidner                   |               |                     |
| 4 agosto  | Northwestern Championships 1908 Deephaven, USA Singolare - Doppio                  | Graves Adams walkover                                    | Nat Emerson L. Harry Waidner       |               |                     |
| 4 agosto  | Longwood Bowl 1908 Boston, USA Erba Singolare - Doppio                             | William Larned 6-4 6-1 6-3                               | Raymond Little                     |               |                     |
| 4 agosto  | Longwood Bowl 1908 Boston, USA Erba Singolare - Doppio                             | Beals Wright Raymond Little 6-1 4-6 4-6 6-2 7-5          | William Larned George Lawson Wrenn |               |                     |
| 5 agosto  | Suffolk Championships 1908 Saxmundham, Gran Bretagna Singolare - Doppio            | Herbert Roper Barrett 6-1 6-0                            | Frank F. Roe                       |               |                     |
| 5 agosto  | Suffolk Championships 1908 Saxmundham, Gran Bretagna Singolare - Doppio            |                                                          |                                    |               |                     |
| 7 agosto  | Torneo di Ilkley 1908 Ilkley, Gran Bretagna Singolare - Doppio                     | E. Watson 6-4 5-7 8-6                                    | Samuel Ernest Charlton             |               |                     |
| 7 agosto  | Torneo di Ilkley 1908 Ilkley, Gran Bretagna Singolare - Doppio                     |                                                          |                                    |               |                     |
| 8 agosto  | Essex Championships 1908 Colchester, Gran Bretagna Singolare - Doppio              | Herbert Roper Barrett 6-2 8-6                            | C.E. Hunter                        |               |                     |
| 8 agosto  | Essex Championships 1908 Colchester, Gran Bretagna Singolare - Doppio              |                                                          |                                    |               |                     |
| 9 agosto  | Scottish Championships 1908 Moffat, Gran Bretagna Singolare - Doppio               | Robert Branks Powell 7-5 6-2 6-3                         | Douglas W. Kitching                |               |                     |
| 9 agosto  | Scottish Championships 1908 Moffat, Gran Bretagna Singolare - Doppio               |                                                          |                                    |               |                     |
| 9 agosto  | Hampshire Championships 1908 Bournemouth, Gran Bretagna Singolare - Doppio         | Edward Roy Allen 6-2 6-1                                 | B.O. Roe                           |               |                     |
| 9 agosto  | Hampshire Championships 1908 Bournemouth, Gran Bretagna Singolare - Doppio         |                                                          |                                    |               |                     |
| 10 agosto | Torneo di Ostenda 1908 Ostenda, Belgio Singolare - Doppio                          | Willie Lemaire de Warzeé 6-2 3-2 ritiro                  | Paul De Borman                     |               |                     |
| 10 agosto | Torneo di Ostenda 1908 Ostenda, Belgio Singolare - Doppio                          |                                                          |                                    |               |                     |
| 15 agosto | Derbyshire Championships 1908 Buxton, Gran Bretagna Singolare - Doppio             | Xenophon Casdagli 6-2 4-3 ritiro                         | Arthur Wallis Myers                |               |                     |
| 15 agosto | Derbyshire Championships 1908 Buxton, Gran Bretagna Singolare - Doppio             |                                                          |                                    |               |                     |
| 15 agosto | Southampton Invitation 1908 Southampton, USA Singolare - Doppio                    | William Jackson Clothier 6-3 9-11 7-5 6-2                | Robert LeRoy                       |               |                     |
| 15 agosto | Southampton Invitation 1908 Southampton, USA Singolare - Doppio                    | William Larned Robert Duffield Wrenn 6-4 6-4 1-6 1-6 ?-? | C.F. Watson Reginald Fincke        |               |                     |
| 15 agosto | Marienbad Cup 1908 Marienbad, Austria Singolare - Doppio                           | Otto Froitzheim                                          | Anthony Wilding                    |               |                     |
| 15 agosto | Marienbad Cup 1908 Marienbad, Austria Singolare - Doppio                           |                                                          |                                    |               |                     |
| 15 agosto | East of England Championships 1908 Felixstowe, Gran Bretagna Singolare - Doppio    | George Hillyard 6-1 6-2                                  | Alfred Beamish                     |               |                     |
| 15 agosto | East of England Championships 1908 Felixstowe, Gran Bretagna Singolare - Doppio    |                                                          |                                    |               |                     |
| 16 agosto | Torneo di Worthing 1908 Worthing, Gran Bretagna Singolare - Doppio                 | Edward Roy Allen 6-1 6-3 6-8 11-9                        | A.L. Irvine                        |               |                     |
| 16 agosto | Torneo di Worthing 1908 Worthing, Gran Bretagna Singolare - Doppio                 |                                                          |                                    |               |                     |
| 17 agosto | Homburg Cup 1908 Bad Homburg vor der Höhe, Germania Singolare - Doppio             | Otto Froitzheim 6-4 4-6 6-4 8-6                          | Anthony Wilding                    |               |                     |
| 17 agosto | Homburg Cup 1908 Bad Homburg vor der Höhe, Germania Singolare - Doppio             |                                                          |                                    |               |                     |
| 18 agosto | German Championships 1908 Amburgo, Germania Singolare - Doppio                     | Josiah Ritchie 6-1 6-1 6-3                               | George K. Logie                    |               |                     |
| 18 agosto | German Championships 1908 Amburgo, Germania Singolare - Doppio                     |                                                          |                                    |               |                     |
| 22 agosto | Queensland Championships 1908 Brisbane, Australia Singolare - Doppio               | Harry Alabaster Parker 6-2 3-6 6-3 6-2                   | Stanley Norwood Doust              |               |                     |
| 22 agosto | Queensland Championships 1908 Brisbane, Australia Singolare - Doppio               |                                                          |                                    |               |                     |
| 22 agosto | North of England Championships 1908 Scarborough, Gran Bretagna Singolare - Doppio  | Laurence Doherty 6-1 6-4 6-2                             | George Hillyard                    |               |                     |
| 22 agosto | North of England Championships 1908 Scarborough, Gran Bretagna Singolare - Doppio  |                                                          |                                    |               |                     |
| 23 agosto | Cinque Ports Championships 1908 Folkestone, Gran Bretagna Singolare - Doppio       | Charles Dixon 7-5 7-5 6-2                                | Roderick James McNair              |               |                     |
| 23 agosto | Cinque Ports Championships 1908 Folkestone, Gran Bretagna Singolare - Doppio       |                                                          |                                    |               |                     |
| 24 agosto | Engadine Championships 1908 Sankt Moritz, Svizzera Singolare - Doppio              | Otto M. Widmann walkover                                 | Heinrich Kleinschroth              |               |                     |
| 24 agosto | Engadine Championships 1908 Sankt Moritz, Svizzera Singolare - Doppio              |                                                          |                                    |               |                     |
| 25 agosto | Geneva International Championships 1908 Ginevra, Svizzera Singolare - Doppio       | Robert Wallet 3-6 6-2 6-3 6-3                            | Clarence C. Pell                   |               |                     |
| 25 agosto | Geneva International Championships 1908 Ginevra, Svizzera Singolare - Doppio       |                                                          |                                    |               |                     |
| 25 agosto | Isle of Wight Ventnor Championships 1908 Ventnor, Gran Bretagna Singolare - Doppio | Charles Henry Ridding 4-6 9-7 6-4                        | George Alan Thomas                 |               |                     |
| 25 agosto | Isle of Wight Ventnor Championships 1908 Ventnor, Gran Bretagna Singolare - Doppio |                                                          |                                    |               |                     |
| 29 agosto | U.S. National Championships 1908 Newport (Rhode Island), USA Singolare - Doppio    | William Larned 6-1, 6-2, 8-6                             | Beals Wright                       |               |                     |
| 29 agosto | U.S. National Championships 1908 Newport (Rhode Island), USA Singolare - Doppio    | Fred Alexander Harold Hackett 6-1, 7-5, 6-2              | Raymond Little Beals Wright        |               |                     |
| 30 agosto | Torneo di Carlisle 1908 Carlisle, Gran Bretagna Singolare - Doppio                 | Harold Issidro Tower Aitken 6-8 7-5 6-4 6-4              | H.L. Fleming                       |               |                     |
| 30 agosto | Torneo di Carlisle 1908 Carlisle, Gran Bretagna Singolare - Doppio                 |                                                          |                                    |               |                     |
| 30 agosto | Torneo di Boulogne 1908 Boulogne, Francia Singolare - Doppio                       | Robert Kleinschroth 3-6 6-4 7-5 6-2                      | R.F. Quennessen                    |               |                     |
| 30 agosto | Torneo di Boulogne 1908 Boulogne, Francia Singolare - Doppio                       |                                                          |                                    |               |                     |

### Settembre
| Settimana    | Torneo                                                                             | Vincitore                                   | Finalista                    | Semifinalisti | Eliminati ai quarti |
| ------------ | ---------------------------------------------------------------------------------- | ------------------------------------------- | ---------------------------- | ------------- | ------------------- |
| settembre    | Torneo di Conishead Priory 1908 Conishead Priory, Gran Bretagna Singolare - Doppio | E. Carey                                    | non conosciuta (bandiera)    |               |                     |
| settembre    | Torneo di Conishead Priory 1908 Conishead Priory, Gran Bretagna Singolare - Doppio |                                             |                              |               |                     |
| settembre    | Kent Coast Championships 1908 Hythe, Gran Bretagna Erba Singolare - Doppio         | Herbert Roper Barrett 6-4 6-4 10-12 6-2     | Theodore Michel Mavrogordato |               |                     |
| settembre    | Kent Coast Championships 1908 Hythe, Gran Bretagna Erba Singolare - Doppio         |                                             |                              |               |                     |
| 4 settembre  | Pacific Coast Championships 1908 Del Monte, USA Cemento Singolare - Doppio         | Melville Hammond Long 8-10 6-8 6-4 11-9 6-0 | Maurice McLoughlin           |               |                     |
| 4 settembre  | Pacific Coast Championships 1908 Del Monte, USA Cemento Singolare - Doppio         | Janes Melville Hammond Long 5-7 6-4 6-0 6-2 | Nathaniel Niles Beals Wright |               |                     |
| 6 settembre  | Torneo di Chichester 1908 Chichester, Gran Bretagna Singolare - Doppio             | Charles Raymond Davys Tuckey                | non conosciuta (bandiera)    |               |                     |
| 6 settembre  | Torneo di Chichester 1908 Chichester, Gran Bretagna Singolare - Doppio             |                                             |                              |               |                     |
| 7 settembre  | Torneo di Le Touquet 1908 Le Touquet, Francia Singolare - Doppio                   | Theodore Michel Mavrogordato 6-1 6-1        | Arthur Wallis Myers          |               |                     |
| 7 settembre  | Torneo di Le Touquet 1908 Le Touquet, Francia Singolare - Doppio                   |                                             |                              |               |                     |
| 7 settembre  | Torneo di Dinard 1908 Dinard, Francia Singolare - Doppio                           | Wilberforce Eaves 6-1 6-0 6-1               | Frank M. Pearson             |               |                     |
| 7 settembre  | Torneo di Dinard 1908 Dinard, Francia Singolare - Doppio                           |                                             |                              |               |                     |
| 8 settembre  | Torneo di Baden-Baden 1908 Baden-Baden, Germania Terra rossa Singolare - Doppio    | Anthony Wilding 6-4 6-3 6-4                 | Otto Froitzheim              |               |                     |
| 8 settembre  | Torneo di Baden-Baden 1908 Baden-Baden, Germania Terra rossa Singolare - Doppio    |                                             |                              |               |                     |
| 10 settembre | Sussex Championships 1908 Brighton, Gran Bretagna Singolare - Doppio               | Walter Cecil Crawley 6-2 6-2 6-3            | John Frederick Stokes        |               |                     |
| 10 settembre | Sussex Championships 1908 Brighton, Gran Bretagna Singolare - Doppio               |                                             |                              |               |                     |
| 10 settembre | Swiss International Championships 1908 Zurigo, Svizzera Singolare - Doppio         | Algernon Kingscote walkover                 | Charles Gladstone Allen      |               |                     |
| 10 settembre | Swiss International Championships 1908 Zurigo, Svizzera Singolare - Doppio         |                                             |                              |               |                     |
| 11 settembre | Torneo di Warwick 1908 Warwick, Gran Bretagna Singolare - Doppio                   | G.M. Parratt 3-6 6-3 6-3                    | W.W. Curtis                  |               |                     |
| 11 settembre | Torneo di Warwick 1908 Warwick, Gran Bretagna Singolare - Doppio                   |                                             |                              |               |                     |
| 11 settembre | Torneo di Norwich 1908 Norwich, Gran Bretagna Singolare - Doppio                   | Edward Roy Allen 6-2 6-0 6-2                | H.J. Weston                  |               |                     |
| 11 settembre | Torneo di Norwich 1908 Norwich, Gran Bretagna Singolare - Doppio                   |                                             |                              |               |                     |
| 19 settembre | South of England Championships 1908 Eastbourne, Gran Bretagna Singolare - Doppio   | Anthony Wilding walkover                    | George Hillyard              |               |                     |
| 19 settembre | South of England Championships 1908 Eastbourne, Gran Bretagna Singolare - Doppio   |                                             |                              |               |                     |
| 21 settembre | Torneo di Les Avants 1908 Les Avants, Svizzera Singolare - Doppio                  | Robert Wallet 2-6 6-3 6-3 4-6 6-0           | Etienne Micard               |               |                     |
| 21 settembre | Torneo di Les Avants 1908 Les Avants, Svizzera Singolare - Doppio                  |                                             |                              |               |                     |
| 30 settembre | Western Australian Championships 1908 Perth, Australia Singolare - Doppio          | Ernie Parker                                | non conosciuta (bandiera)    |               |                     |
| 30 settembre | Western Australian Championships 1908 Perth, Australia Singolare - Doppio          |                                             |                              |               |                     |

### Ottobre
| Settimana  | Torneo                                                                             | Vincitore                                         | Finalista                | Semifinalisti | Eliminati ai quarti |
| ---------- | ---------------------------------------------------------------------------------- | ------------------------------------------------- | ------------------------ | ------------- | ------------------- |
| ottobre    | Bay Counties Championships 1908 San Francisco, USA Cemento Singolare - Doppio      | Maurice McLoughlin 3 set a 1                      | Melville Hammond Long    |               |                     |
| ottobre    | Bay Counties Championships 1908 San Francisco, USA Cemento Singolare - Doppio      | Melville Hammond Long Gardner 4-6 3-6 6-4 6-4 6-4 | Janes Maurice McLoughlin |               |                     |
| 4 ottobre  | Welsh Covered Court Championships 1908 Craigside, Gran Bretagna Singolare - Doppio | George Aristides Caridia 6-2 6-0 6-1              | Robin Welsh              |               |                     |
| 4 ottobre  | Welsh Covered Court Championships 1908 Craigside, Gran Bretagna Singolare - Doppio |                                                   |                          |               |                     |
| 9 ottobre  | National Collegiate Championships 1908 Haverford, USA Singolare - Doppio           | Nathaniel Niles 7-5 6-1 3-6 6-2                   | Arthur S. Dabney         |               |                     |
| 9 ottobre  | National Collegiate Championships 1908 Haverford, USA Singolare - Doppio           | H.M. Tilden A. Thayer                             |                          |               |                     |
| 17 ottobre | Queen's Covered Court Championships 1908 Londra, Gran Bretagna Singolare - Doppio  | Kenneth Powell 6-4 2-6 6-2 6-2                    | Josiah Ritchie           |               |                     |
| 17 ottobre | Queen's Covered Court Championships 1908 Londra, Gran Bretagna Singolare - Doppio  |                                                   |                          |               |                     |

### Novembre
| Settimana   | Torneo                                                                         | Vincitore                       | Finalista      | Semifinalisti | Eliminati ai quarti |
| ----------- | ------------------------------------------------------------------------------ | ------------------------------- | -------------- | ------------- | ------------------- |
| 19 novembre | Drive Club Championships 1908 Fulham, Gran Bretagna Cemento Singolare - Doppio | Charles Dixon 6-2 6-3 6-4       | W.J. Lancaster |               |                     |
| 19 novembre | Drive Club Championships 1908 Fulham, Gran Bretagna Cemento Singolare - Doppio |                                 |                |               |                     |
| 23 novembre | Victorian Championships 1908 Melbourne, Australia Singolare - Doppio           | Anthony Wilding 4-6 6-0 6-2 6-2 | Fred Alexander |               |                     |
| 23 novembre | Victorian Championships 1908 Melbourne, Australia Singolare - Doppio           |                                 |                |               |                     |

### Dicembre
| Settimana   | Torneo                                                                    | Vincitore                                    | Finalista                       | Semifinalisti                       | Eliminati ai quarti                                   |
| ----------- | ------------------------------------------------------------------------- | -------------------------------------------- | ------------------------------- | ----------------------------------- | ----------------------------------------------------- |
| 7 dicembre  | Australasian Championships 1908 Sydney, Australia Erba Singolare - Doppio | Fred Alexander 3-6 3-6 6-0 6-2 6-3           | Alfred Dunlop                   | Harry Alabaster Parker Eric Pockley | Harry Gibbes F. Cupples Stanley Doust Percy Colquhoun |
| 7 dicembre  | Australasian Championships 1908 Sydney, Australia Erba Singolare - Doppio | Fred Alexander Alfred Dunlop 6-3, 6-2, 6-1   | Granville Sharp Anthony Wilding | Harry Alabaster Parker Eric Pockley | Harry Gibbes F. Cupples Stanley Doust Percy Colquhoun |
| 31 dicembre | New Zealand Championships 1908 Nelson, Nuova Zelanda Singolare - Doppio   | Anthony Wilding 6-2 6-1 6-4                  | Harry Alabaster Parker          |                                     |                                                       |
| 31 dicembre | New Zealand Championships 1908 Nelson, Nuova Zelanda Singolare - Doppio   | Stanley Norwood Doust Harry Alabaster Parker |                                 |                                     |                                                       |

### Senza data
| Settimana | Torneo                                                                     | Vincitore                | Finalista                 | Semifinalisti | Eliminati ai quarti |
| --------- | -------------------------------------------------------------------------- | ------------------------ | ------------------------- | ------------- | ------------------- |
|           | Metropolitan Championships 1908 Strathfield, Australia Singolare - Doppio  | Horace Rice              | non conosciuta (bandiera) |               |                     |
|           | Metropolitan Championships 1908 Strathfield, Australia Singolare - Doppio  |                          |                           |               |                     |
|           | Torneo di Bruxelles 1908 Bruxelles, Belgio Singolare - Doppio              | Willie Lemaire de Warzeé | non conosciuta (bandiera) |               |                     |
|           | Torneo di Bruxelles 1908 Bruxelles, Belgio Singolare - Doppio              |                          |                           |               |                     |
|           | Nice Lawn Tennis Club Championships 1908 Nizza, Francia Singolare - Doppio | R.J. Stone               | non conosciuta (bandiera) |               |                     |
|           | Nice Lawn Tennis Club Championships 1908 Nizza, Francia Singolare - Doppio |                          |                           |               |                     |
|           | Intermountain Championships 1908 Salt Lake City, USA Singolare - Doppio    | Sam Neel                 | non conosciuta (bandiera) |               |                     |
|           | Intermountain Championships 1908 Salt Lake City, USA Singolare - Doppio    |                          |                           |               |                     |